# 後進地域の開発に関する公共事業に係る国の負担割合の特例に関する法律
後進地域の開発に関する公共事業に係る国の負担割合の特例に関する法律（こうしんちいきのかいはつにかんするこうきょうじぎょうにかかるくにのふたんわりあいのとくれいにかんするほうりつ、昭和36年6月2日法律第112号）は、財政力の不十分な都道府県で行われる特定の公共事業に対する国（日本国政府）の経費負担割合を引き上げることに関する日本の法律である。略称は後進地域特例法（こうしんちいきとくれいほう）。

## 概要
この法律は、都道府県が国から補助金を受けて行う公共事業（補助事業）と、国が都道府県に負担金を課して行う公共事業（直轄事業）のうち、一定の要件に該当しているもの（開発指定事業）について、国の経費負担割合を引き上げることを定めている。具体的には、この法律には、開発指定事業の経費に対する国の負担割合は、通常の負担割合に引上率を乗じて算定することが規定されている。引上率は、この法律が適用される都道府県（適用団体）により異なり、最高1.25である（国の負担割合が通常の1.25倍になる）。
例えば、直轄事業による国道の新設の場合、経費負担割合は通常、国 : 都道府県 = 2/3 : 1/3 = 67 : 33 である。引上率が1.25の場合、国の負担割合が 2/3 × 1.25 = 5/6 となるので、経費負担割合は 国 : 都道府県 = 5/6 : 1/6 = 83 : 17 となり、都道府県の負担が通常の半分に軽減される。

## 適用団体と引上率
沖縄県を除く46都道府県のうち、財政力指数（直近の3箇年度の平均値）が0.46に満たないものを適用団体とする。沖縄県については沖縄振興特別措置法で公共事業の経費負担割合の特例が定められているので、後進地域特例法の対象外となっている。
引上率は次の式で求められる（切り上げて小数点以下2桁まで求める）。
1 + 0.25 × (0.46 - 財政力指数) ÷ (0.46 - 46都道府県中で最低の財政力指数)
2024年度（令和6年度）の適用団体は次の24道県であった。
| 番号 | 団体名   | 引上率 |
| ---- | -------- | ------ |
| 01   | 北海道   | 1.03   |
| 02   | 青森県   | 1.15   |
| 03   | 岩手県   | 1.14   |
| 05   | 秋田県   | 1.19   |
| 06   | 山形県   | 1.13   |
| 15   | 新潟県   | 1.02   |
| 16   | 富山県   | 1.02   |
| 18   | 福井県   | 1.08   |
| 19   | 山梨県   | 1.11   |
| 29   | 奈良県   | 1.08   |
| 30   | 和歌山県 | 1.18   |
| 31   | 鳥取県   | 1.24   |
| 32   | 島根県   | 1.25   |
| 35   | 山口県   | 1.04   |
| 36   | 徳島県   | 1.18   |
| 37   | 香川県   | 1.03   |
| 38   | 愛媛県   | 1.05   |
| 39   | 高知県   | 1.25   |
| 41   | 佐賀県   | 1.15   |
| 42   | 長崎県   | 1.16   |
| 43   | 熊本県   | 1.08   |
| 44   | 大分県   | 1.11   |
| 45   | 宮崎県   | 1.15   |
| 46   | 鹿児島県 | 1.15   |